# I sequestrati di Altona
I sequestrati di Altona is een Italiaanse dramafilm uit 1962 onder regie van Vittorio De Sica. Het scenario is gebaseerd op het toneelstuk Les Séquestrés d'Altona van de Franse filosoof Jean-Paul Sartre.

## Verhaal
Een Hamburgse scheepsmagnaat heeft keelkanker. Hij wil zich met zijn zoon verzoenen, voordat hij sterft. Zijn schoondochter ontdekt dat er een oudere zoon zich schuilhoudt in het landhuis, die tijdens het naziregime zware oorlogsmisdaden heeft begaan aan het Russische front.

## Rolverdeling
| Acteur            | Personage              |
| ----------------- | ---------------------- |
| Sophia Loren      | Johanna von Gerlach    |
| Maximilian Schell | Franz von Gerlach      |
| Fredric March     | Albrecht von Gerlach   |
| Robert Wagner     | Werner von Gerlach     |
| Françoise Prévost | Leni von Gerlach       |
| Alfredo Franchi   | Conciërge              |
| Lucia Pelella     | Vrouw van de conciërge |
| Roberto Massa     | Chauffeur              |
| Antonia Cianci    | Meid                   |
| Carlo Antonini    | Politiebeambte         |
| Armando Sifo      | Politieagent           |
| Osvaldo Peccioli  | Kok                    |
| Ekkehard Schall   | Acteur                 |
| Gabriele Tinti    | Acteur                 |